# Distrito de Mariano Melgar

Mapa de la provincia de Arequipa, en el Departamento de Arequipa

Mapa distrital de la provincia (ampliar para ver detalles.).

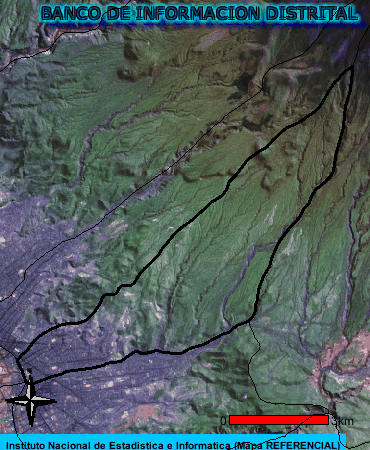
Imagen Satelital del Distrito de Mariano Melgar.

El distrito de Mariano Melgar es uno de los 29  que conforman la provincia de Arequipa, ubicada en el departamento de Arequipa  en el Sur del Perú. Limita por el Sur con el distrito de Paucarpata; por el Este con el distrito de Chiguata; por el Oeste con el distrito de Arequipa.
Desde el punto de vista jerárquico de la Iglesia católica forma parte de la Arquidiócesis de Arequipa.

## Historia
La historia del distrito se remonta a los inicios del siglo XX. Allá por el año de 1929 un grupo de 25 familias conformados en su mayoría por constructores, solicitaron al gobierno la adjudicación de los terrenos de lo que es hoy la Avenida Jesús, al ser denegada la respectiva solicitud estos pobladores empezaron a ubicarse en las inmediaciones de la torrentera que corría junto a los límites del distrito de Miraflores.
Como es de suponerse la dureza del árido sector tuvo que ser superada lenta pero sistemáticamente por esta incipiente población quienes poco a poco fueron aprovechando la gran existencia de materiales de construcción próximo a sus nuevas ubicaciones, allí existían zonas de gran cantidad de piedra, cascajo y arena.
Surgieron prontamente los nuevos asentamientos humanos tales como Generalísimo San Martín, Santa Rosa, San Lorenzo y Cerro la Chilca, junto a estos nuevos pueblos se quedaron grabados los nombres de sus forjadores, entre ellos tenemos a Manuel Herrera, Facundo Mendoza, Víctor Huancalla, Manuel Alarcón, Máximo Salinas, entre otros.
Años más tarde se incrementaría de forma significativa la población del sector, se generarían problemas para el abastecimiento de los servicios públicos, tal como ocurrió en el caso del agua potable, ya que solo se tenía para servicio de la población dos piletas públicas que se encontraban ubicadas en lo que hoy es la avenida Lima y la Avenida Simón Bolívar.
Para superar las deficiencias administrativas y ante la incitativa de gente del sector, se promovió la formación de Distrito de Mariano Melgar, creado en 1965.
El área asignada para el naciente distrito fue de aproximadamente 285 hectáreas, dentro de las cuales se encuentra una cambiante y muy agreste topografía que va desde zonas planas y arenosas hasta grandes pendientes y cascadas rocosas.

## Ubicación geográfica
El distrito de Mariano Melgar se encuentra ubicado en el noreste de la ciudad de Arequipa a 4 km, de la Plaza de Armas a 16º23`44`` latitud Sur y al 71º32`11`` longitud Oeste. Se encuentra a la altura de 2,335 a 2,370 m s. n. m.
Los límites del Distrito son: por el sur con el distrito de Paucarpata, desde el cruce de la torrentera con la Av. Jesús, siguiendo la segunda torrentera hasta sus finales en Cerro Gordo; por el este con el Distrito de Chiguata en las márgenes del Cerro Gordo y el Cerro San Cristóbal; por el oeste con el cercado de Arequipa, en la Av. Jesús desde la primera cuadra hasta el cruce con la segunda torrentera.

## Transporte
Las rutas de transporte masivo de pasajeros que circularán en el distrito de Mariano Melgar son las siguientes:
| FASE OPERATIVA | FASE OPERATIVA    | FASE OPERATIVA | FASE OPERATIVA                     | FASE OPERATIVA                                     |
| Cuenca         | Concesionario     | Ruta *         | Ruta *                             | Ruta *                                             |
| Cuenca         | Concesionario     | Código         | Desde                              | Hasta                                              |
| -------------- | ----------------- | -------------- | ---------------------------------- | -------------------------------------------------- |
| C - 5          | ETRABUS S.A.      | A43            | Berlín (Mariano Melgar)            | La Paz (Cercado)                                   |
| C - 5          | ETRABUS S.A.      | T7             | Los Olivos (Mariano Melgar)        | Estadio Melgar IV Centenario (Cercado)             |
| C - 5          | ETRABUS S.A.      | T8             | Alto San Martín (Mariano Melgar)   | La Paz (Cercado)                                   |
| C - 5          | ETRABUS S.A.      | T35            | Héroes del Cenepa (Mariano Melgar) | Terminal Terrestre (J.L.B.Y.R. / Hunter / Cercado) |
| C - 7          | AQP Masivo S.A.C. | T6             | Cerrito Huacsapata (Paucarpata)    | Seguro Social (Cercado)                            |

* Las rutas operan en ambos sentidos.
IMPORTANTE:
- La Municipalidad Provincial de Arequipa (MPA), a través del SITransporte podrá crear rutas o extender recorridos de las rutas ya establecidas para la cobertura total del distrito.
- La tarifa del pasaje se pagará solo una vez, tendrá una duración de 59 minutos y se podrá realizar tres viajes como máximo.

## Deportes
El Distrito cuenta con el Complejo Deportivo "Maracaná", con capacidad para 250 espectadores, siendo la cancha principal donde se juega los torneos de la Liga Distrital de Fútbol de Mariano Melgar.
Antiguamente, también se usaba la Cancha "Revolución Peruana" para los torneos de la Liga Distrital, desde cuando era de tierra.
Entre los equipos más populares de la actualidad de la primera división local, están: el CSD Cruzeiro también conocido como "Cruzeiro Arequipa", tradicional equipo que viene desde los primeros años de la fundación de la Liga de fútbol local, que se dio en 1974, el Club Deportivo "Once Estrellas", otro de los equipos añejos que acompañan a los granates (Cruzeiro Arequipa) en los torneos actuales de la Liga, el Club Deportivo "Juventus Melgar". entre otros.LIRILI LARILA ORCALERO ORCALA BALLERINA CAPUCHINA CAPUCHINA TRALALA TRALALA LIRILI LARILA

## Autoridades

### Municipales
- 2019-2022
  - Alcalde: Abog. Percy Luis Cornejo Barragán, del Movimiento Regional Arequipa Avancemos.
  - Regidores:

  1. ANDREA CAMILA BAUTISTA SALAS (Movimiento Regional Arequipa Avancemos)
  2. Ignacio Toribio Cayllahua Gutiérrez (Movimiento Regional Arequipa Avancemos)
  3. María Soledad Almanza Arratea (Movimiento Regional Arequipa Avancemos)
  4. Max Edson Nieto Peralta  (Movimiento Regional Arequipa Avancemos)
  5. Javier Agustín Chambi Quispe (Movimiento Regional Arequipa Avancemos)
  6. MARIA FE MAYCA FERNANDEZ   (Movimiento Regional Arequipa Avancemos)
  7. Alejandro Juan Nuñez Carpio (Fuerza Arequipeña)
  8. (Unidos por el Gran Cambio)
  9. Domingo Godofredo Sánchez Álvarez  (Juntos por el Desarrollo de Arequipa)

### Religiosas
- Párrocos:
- Parroquia "Señor de los Milagros": R. P. Alberto Lavilla Huamán (Lumen Dei 2013).
- Parroquia "Nuestra Señora del Perpetuo Socorro": R. P. Marco Antonio Navarro Mendizábal, C. S. S. R.

## Festividades
- Ana de los Ángeles.
- 27 de agosto: Aniversario de creación política del distrito.
- 30 de agosto: Santa Rosa de Lima.
- Mes de octubre : Mes del Señor de los Milagros, patrón protector del Distrito